# 施密特-牛頓望遠鏡

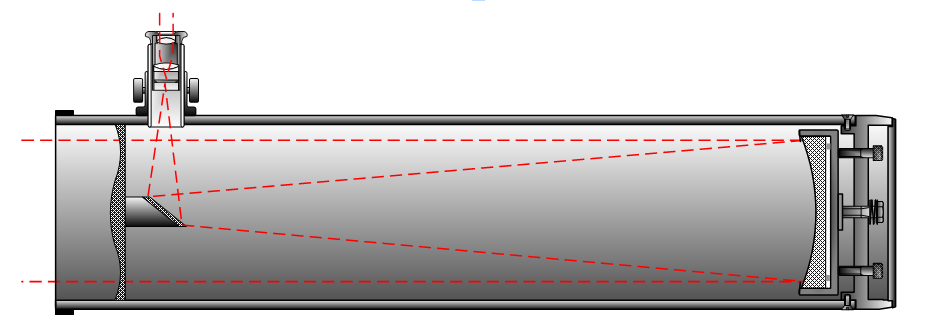
施密特-牛頓望遠鏡光路圖

施密特-牛頓望遠鏡的光學設計結合了施密特攝星儀和牛頓望遠鏡的元素。這個系統將牛頓望遠鏡的拋物面鏡換成球面鏡，因而產生了球面像差。但就像施密特-卡塞格林望遠鏡一樣，使用施密特修正板予以修正。次鏡則承襲牛頓望遠鏡採用橢圓形的平面斜鏡。

## 優點
球面鏡，尤其是短焦比的，非常容易製造。採用這樣的設計很容易製造出接近f/4的短焦比望遠鏡，非常適合使用CCD來獲得影像。但是，這種優點無關乎視覺上的用途。
施密特-牛頓望遠鏡雖然還有一些彗形像差（彗形修正設備可以消除它們），但比相同焦比的牛頓望遠鏡少了許多。即使使用派萊克斯或BK-12等光學玻璃，它也比施密特-卡塞格林望遠鏡的價格便宜，並且可以使用標準的焦點測量設備準確的測量出焦點的位置。例如，一架8吋的施密特-卡塞格林望遠鏡平均價格是美金1,200元，而口徑更大，可以多收集50%光量的施密特-牛頓望遠鏡也大約是這個價格。施密特-牛頓望遠鏡的次鏡，不同於傳統牛頓望遠鏡，也使用比較小的次鏡，因而在短焦比時不會像牛頓望遠鏡和杜布森望遠鏡有次鏡遮蔽描繪特徵的困擾。
目前，Meade是唯一生產施密特-牛頓望遠鏡的廠商，提供6吋、8吋和10吋的規格，配置的是LXD-75的"GO-TO"赤道儀。

## 外部連結
- Schmidt–Newton telescope @ www.telescope-optics.net （页面存档备份，存于）